# Wahorn András
Wahorn András (eredetileg Pintér András) (Budapest, 1953. augusztus 3. –) autodidakta avantgárd festőművész, grafikus, zenész, zeneszerző, filmrendező, videoművész, producer, digitális művész, webdizájner. Lánya a Berlinben élő zenész-képzőművész, multimédia-művész, Wahorn Matzaa.

## Pályafutása
Kimaradt a hivatalos művészképzésből. 1972-ben csatlakozott a szentendrei Vajda Lajos Stúdióhoz, ahol 1979-ben alkotásaiból kiállítást rendezett.

### A Bizottság-korszak
Az 1980-as évek elején Waszlavik Lászlóval, ef Zámbó Istvánnal, feLugossy Lászlóval és Bernáth(y) Sándorral együtt megalapította a legendás A. E. Bizottság zenekart, melynek végig a vezetője volt. Az avantgárd alternatív rockegyüttes koncertjei egyúttal a Kádár-korszak utolsó évtizedének társadalmi viszonyait kritizáló performanszok is voltak, hamar népszerűvé tették a formációt, elsősorban fiatal értelmiségi körökben.
Wahorn leginkább a Szerelem című daluk előadásával vált ismertté, de ő tervezte az együttes Kalandra fel (1983), illetve Jégkrémbalett (1984) nagylemezének borítóját, valamint a zenekarról készült azonos című kísérleti film (1984) rendezője is volt. Kalandra fel albuma, minden idők tíz legjobb magyar lemezének toplistáján az első helyre került.
Mielőtt rutinná, munkahellyé vált volna a zenélés, 1986-ban feloszlatták magukat.

### Az 1990-es évektől napjainkig

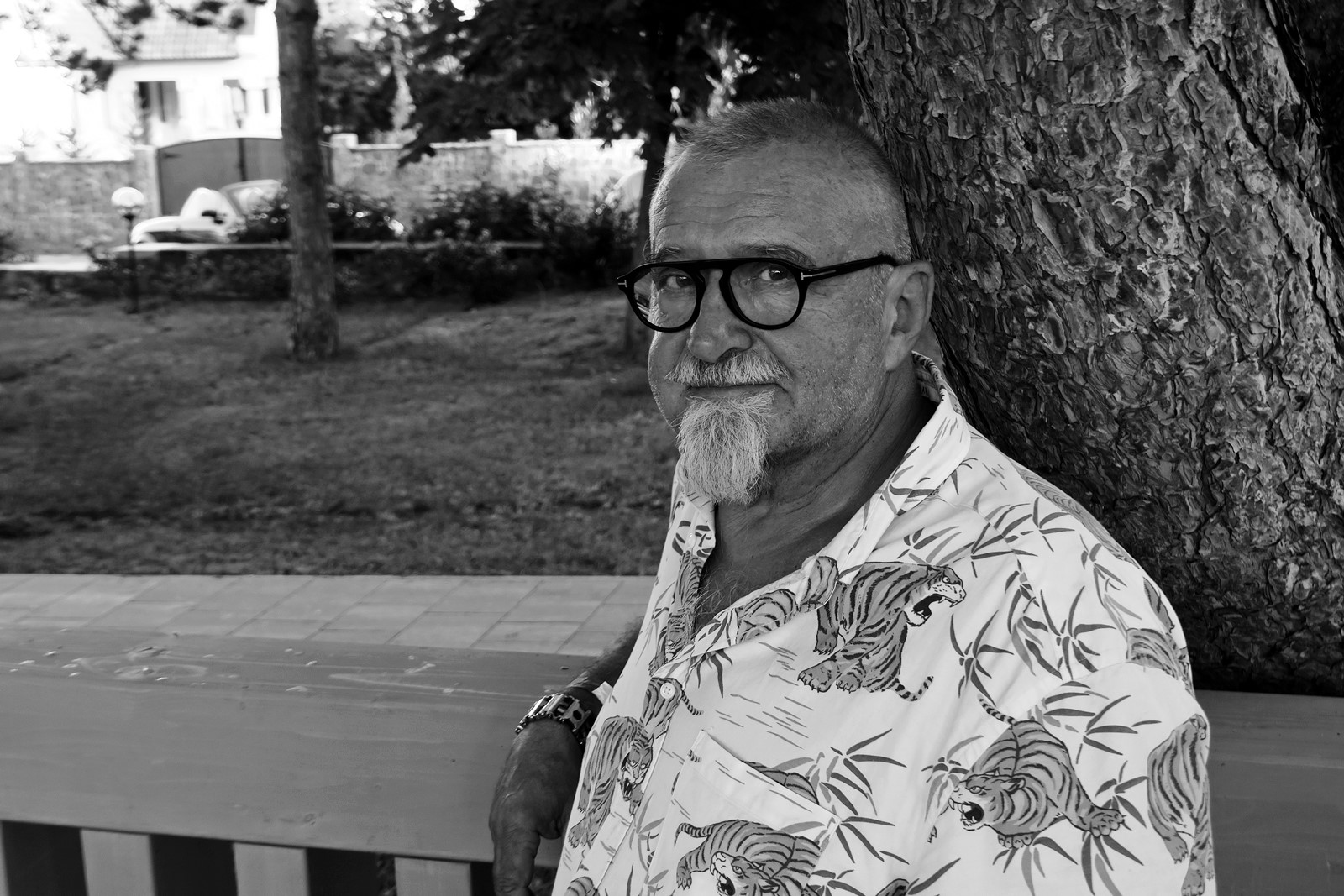
Stekovics Gáspár felvétele

1991-től 2004-ig Kanadában, majd az Egyesült Államokban, Los Angelesben élt. A festés mellett különféle grafikai munkákat végző cégeknél dolgozott.
2006-ban Fábry Sándorral közösen készített road movie-ját Cadillac Drive címmel mutatta be az RTL Klub. 2006 óta Mezőszemerén él.

## Botrányai
2021-ben az Index.hu Konyhanyelv című műsorában a pedofíliát bagatellizáló és relativizáló kijelentéseket tett. Emiatt az egyik szponzor kihátrált a műsor mögül, ami később meg is szűnt.

## Díjai
- Munkácsy Mihály-díj (1993)
- A Magyar Köztársasági Érdemrend lovagkeresztje (2007)
- Párhuzamos Kultúráért díj (2015)[11]

### Filmek
- Jégkrémbalett (forgatókönyv, rendezés) (1984)

### Könyvek
- Képek a vágyak és a szenvedélyek világából (1991)
- Elfújta a tigris (Fábry Sándor szövegével) (1994)

### CD-k
- ONE – Wahorn Records
- NOW – Wahorn Records
- Morning Pianos – Wahorn Records
- The Dancer Of the King – Wahorn Records
- Madame Crain and Wahorn – Casual Tonalities – Los Angeles
- Whole – Tonecasualties – Los Angeles
- Komolyzene – BAHIA & Bad Quality Records – Hungary
- Edd meg a fényt – BAHIA & Bad Quality Records – Hungary
- Dxi Lee – BAHIA & Bad Quality Records – Hungary
- Tengerhajózás – Bad Quality Records – Hungary
- Jégkrémbalett (A.E. Committee, 2nd LP) – Hungaroton – Hungary
- Kalandra fel! (A.E. Committee, 1st LP) – Hungaroton – Hungary